# Kellerberg (Siebenhirten)
Der Kellerberg ist eine 233 m ü. A. hohe Anhöhe im Süden der Stadt Wien, an der Grenze zum niederösterreichischen Industrieviertel.

## Lage und Landschaft
Der Kellerberg erhebt sich südlich vom Wienerberg und der Niederung der Liesing bei Erlaa. Er liegt zwischen dem Petersbach im Norden und dem kleinen Krotenbach im Süden. Er ist etwas niedriger als der Wienerberg–Laaer-Berg-Zug (251 m ü. A.) und viel weniger ausgedehnt. Im Südwesten folgt dann nach der Fläche von Maria-Enzersdorf der viel höhere Kalenderberg in Mödling (332 m ü. A.).
Im Norden liegt Siebenhirten, ein Bezirksteil von Liesing, im Westen zum Wienerwald hin Perchtoldsdorf, im Südwesten Brunn am Gebirge, und im Osten Vösendorf und im Südosten die Shopping City Süd. Am Berg liegen Wiener Siedlungen und die Brunner Wolfholzsiedlung.
Östlich passiert die Süd Autobahn (A2), sie hat hier die Anschlussstelle der Wiener Außenring Autobahn (A21), die über den Kellerberg läuft. Am Berg liegt nördlich der A21 der Schellensee, und südlich derselben der Wienerbergerteich.

## Geschichte und Natur
Auf dem Berg liegen die Alten Schanzen. Sie wurden 1645 im Dreißigjährigen Krieg beim Schwedeneinfall aufgeworfen, kamen aber nicht zum Einsatz, die Kämpfe konzentrierten sich auf die Wolfsschanze in der Brigittenau.
Bis in das 19. Jahrhundert war der Berg nur Ackerland. Benannt ist er nach den umfangreichen Kelleranlagen der ehemaligen Brauerei Schellenhof, die von vor 1719 bis 1926 bestand. In der Gründerzeit entstanden dann hier Anlagen der Ziegelwerke Wienerberger, deren Hauptproduktionsstätten sich südlich im Sulz- und Steinfeld bis Neudorf bei Wien erstreckten (Neudorfer Ziegelwerke). Die beiden Teiche stammen aus dieser Zeit, sie sind ehemalige Lehmgruben.
Die A2 wurde hier schon 1959–62 erbaut, die A23 folgte bis 1968. In den 1980er-Jahren war am Kellerberg eine zweite „Shopping City“ im Gespräch, wurde durch eine Bürgerinitiative verhindert. Auch eine Siedlung mehrstöckige Wohnblocks war zeitweise geplant.
2002/03 wurden dann sieben Hektar des noch unzersiedelten Teils vom Forst- und Landwirtschaftsbetrieb (MA 49) in das Erholungsgebiet Kellerberg Liesing-Siebenhirten umgestaltet.

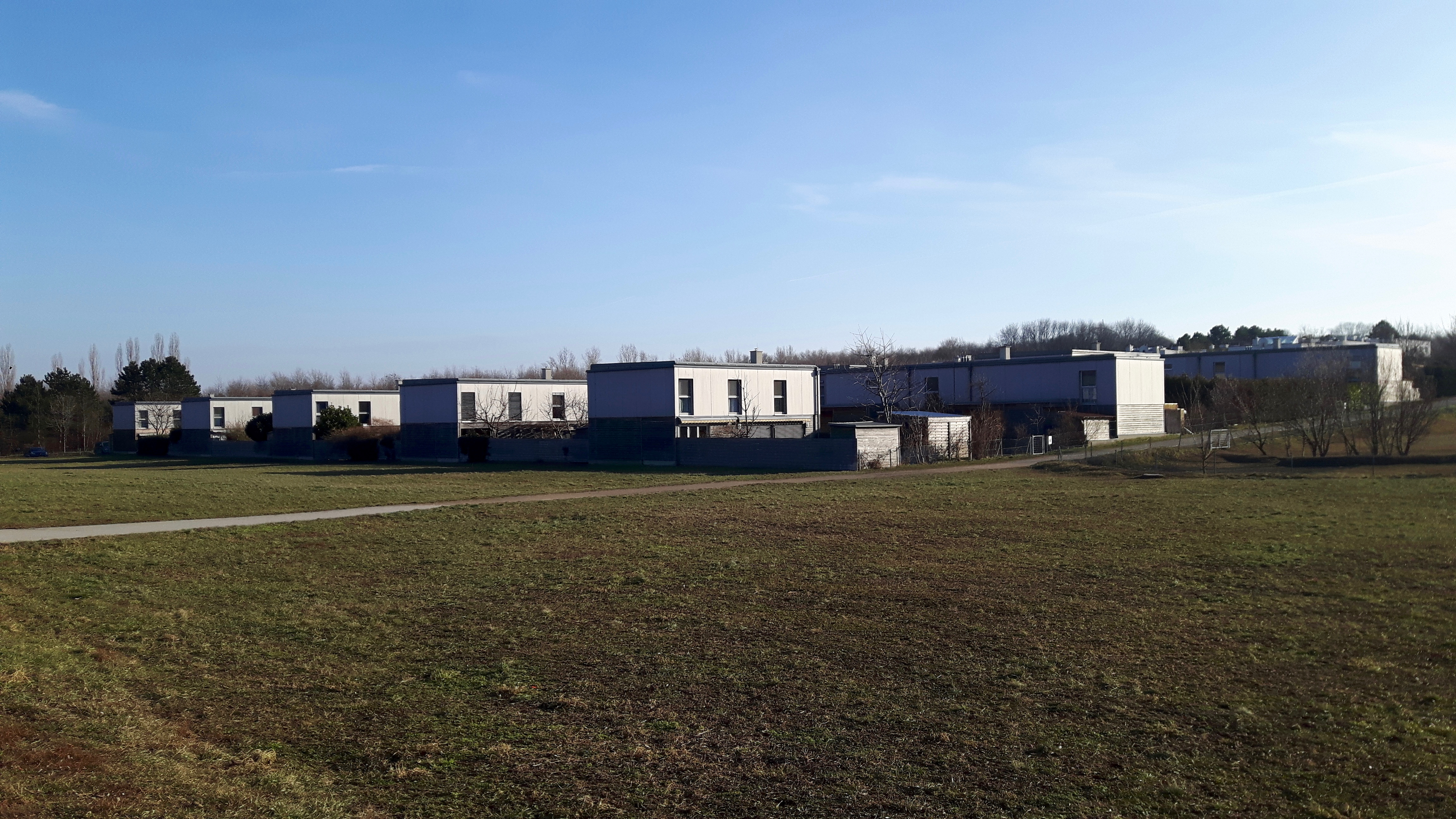
Wohnhäuser am Fuß des Kellerbergs in Siebenhirten
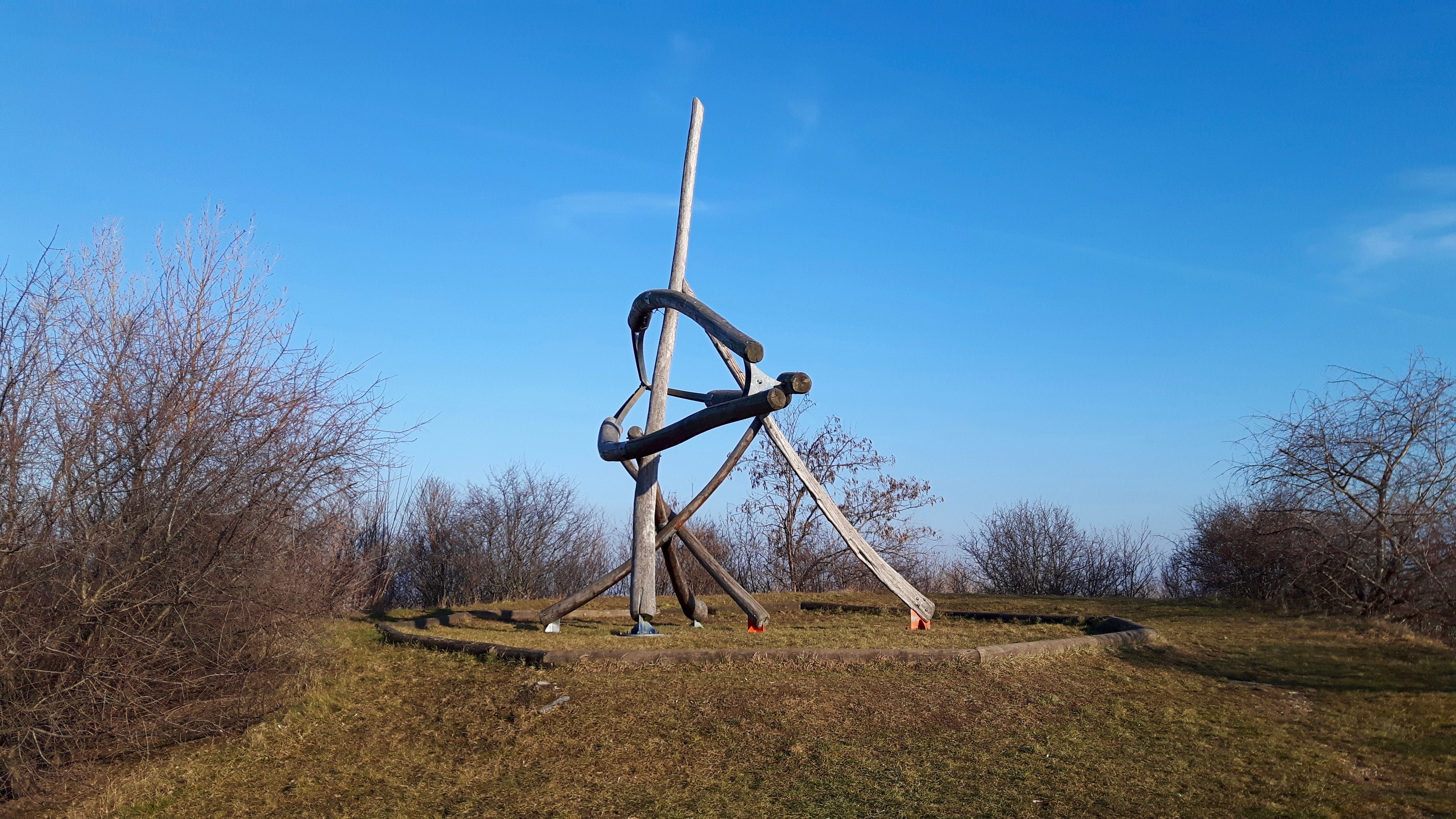
Holzskulptur Going Outa Space am Gipfel des Kellerbergs
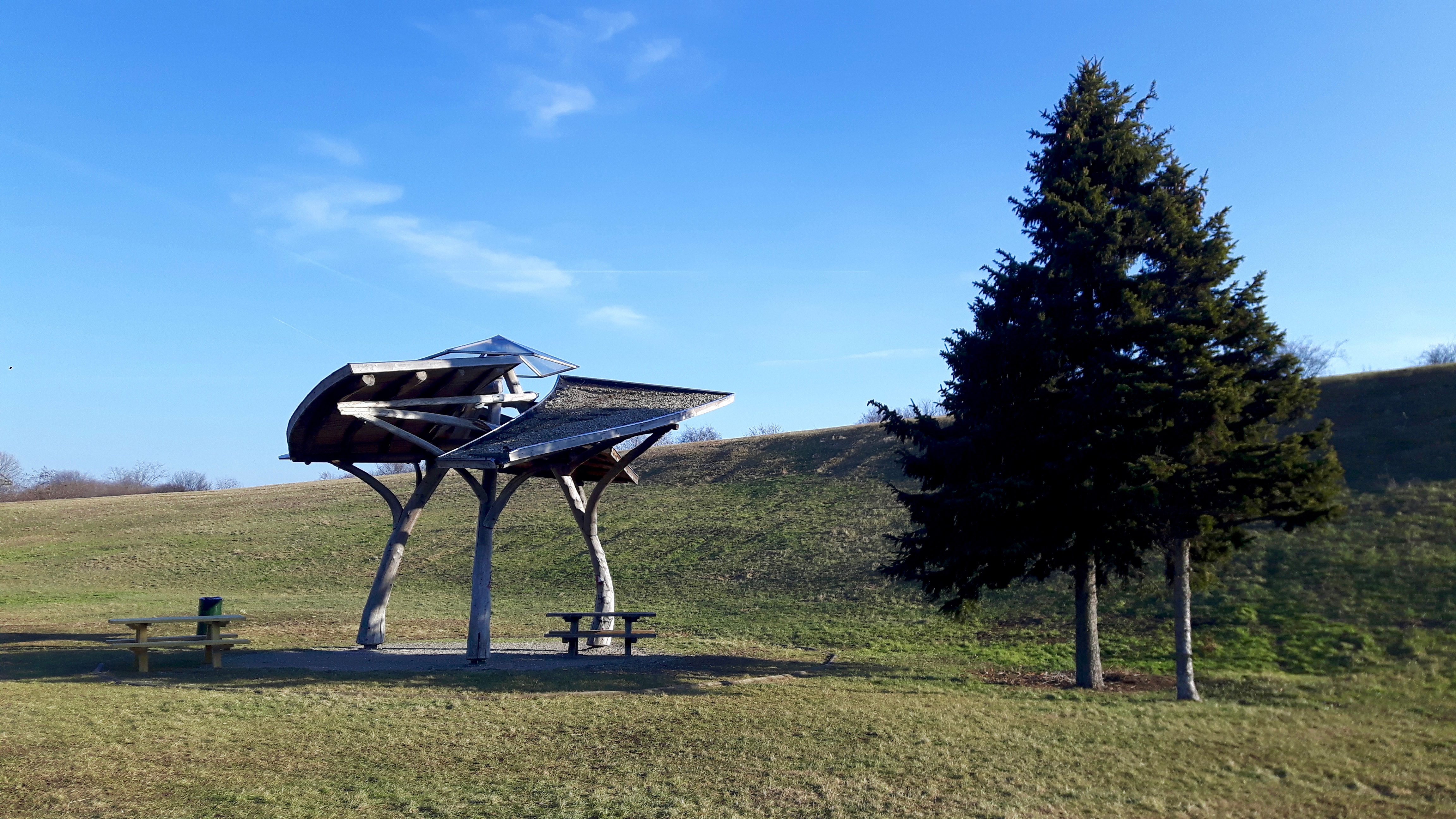
Pavillon Helikopter am Kellerberg
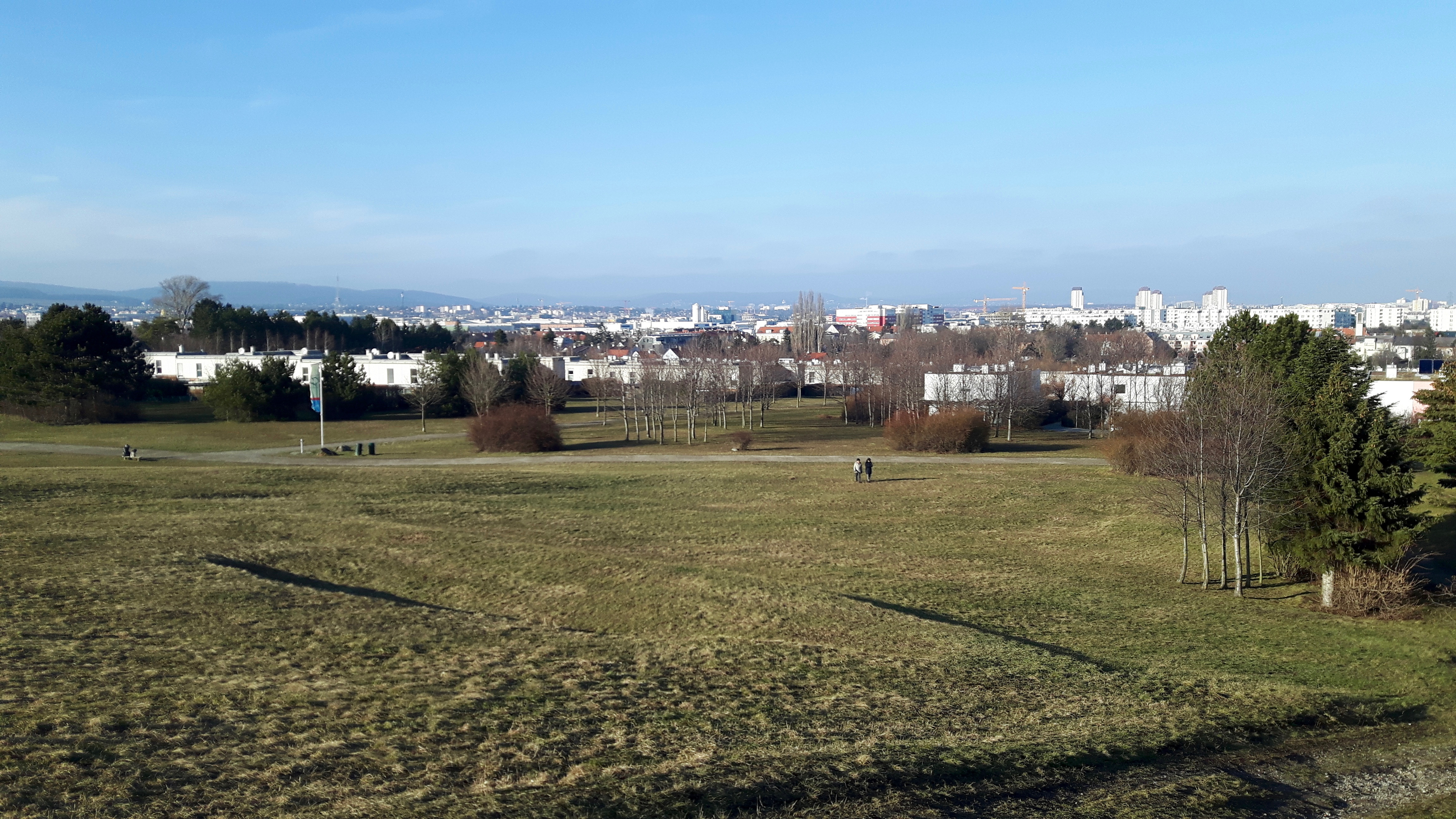
Blick vom Kellerberg auf Siebenhirten